# Wiesendorf (Rain)
Wiesendorf ist ein Ortsteil der Gemeinde Rain im niederbayerischen Landkreis Straubing-Bogen.

## Lage
Wiesendorf liegt im Gäuboden an der Kleinen Laber (Altlaber) etwa einen Kilometer südwestlich von Rain.

## Geschichte
In Wiesendorf waren Ministerialen des Hochstifts Regensburg ansässig. 1467 kauften Peter und Christoph die Rainer von Rain die Hofmark von Achatz Nußberger. Fortan blieb die Hofmark Wiesendorf mit der Hofmark Rain verbunden. Sie unterstand dem Oberamt Alburg im Landgericht Straubing. Das Hochstift behielt bis in das 19. Jahrhundert Güter in Wiesendorf in seiner Niedergerichtsbarkeit. Sie gehörten als einschichtige Güter zur Hofmark Oberharthausen.
Seit der Bildung der Gemeinden im 19. Jahrhundert ist Wiesendorf ein Teil der Gemeinde Rain. Kirchlich gehört Wiesendorf zur Pfarrei Atting.

## Sehenswürdigkeiten
- Filialkirche St. Johannes Evangelista. Die gotische Anlage erhielt zur Barockzeit Umbauten im Langhaus.

## Vereine
- Freiwillige Feuerwehr Wiesendorf-Bergstorf. Die offizielle Gründung einer eigenständigen Freiwilligen Feuerwehr erfolgte 1881, obwohl bereits seit dem Jahr 1875 eine eigene Mannschaft für die Ortschaften Wiesendorf und Bergstorf ihren Dienst tat.
- Kath. Burschenverein Wiesendorf-Bergstorf
- Eisstockfreunde Wiesendorf-Bergstorf e. V.
- Oldtimer Freunde Wiesendorf e. V.